# Communauté de communes du Pays-de-Mortagne
La communauté de communes du Pays-de-Mortagne,, généralement appelée « Pays-de-Mortagne », est une intercommunalité à fiscalité propre française située dans le département de la Vendée et la région des Pays de la Loire.

## Histoire
La communauté de communes du Pays-de-Mortagne est l’établissement public de coopération intercommunale à fiscalité propre pour les douze communes de l'ancien canton de Mortagne-sur-Sèvre.
La commune actuelle de Mortagne-sur-Sèvre est le résultat de la fusion de trois anciennes communes dénommées auparavant Évrunes, Mortagne, et Saint-Hilaire-de-Mortagne.
Elle est l’héritière du syndicat intercommunal à vocation multiple du canton de Mortagne-sur-Sèvre créé le 15 février 1971. Elle a été créée à compter du 1er janvier 1997 par arrêté préfectoral du 23 décembre 1996 avec la dénomination de communauté de communes du Canton-de-Mortagne-sur-Sèvre jusqu'au 31 décembre 2015.
Le 1er janvier 2016, la communauté de communes change d’appellation à la suite du redécoupage cantonal opéré dans le département de la Vendée ; elle devient la communauté de communes du Pays-de-Mortagne par un arrêté préfectoral du 31 décembre 2015.
Chanverrie s'est constitué en commune nouvelle au 1er janvier 2019, résultant de la fusion des communes de Chambretaud et de La Verrie.

## Territoire communautaire

### Géographie
Située au nord-est  du département de la Vendée, la communauté de communes du Pays-de-Mortagne regroupe 11 communes et s'étend sur 228,8 km2. Son territoire, au sol granitique, s’étire en longueur de l’est vers l’ouest. Il est situé aux confins nord-est du territoire du département de la Vendée, limitrophe de l’Anjou (département de Maine-et-Loire) et du département des Deux-Sèvres. Il est également quasi limitrophe, à quelques centaines de mètres près, du département de la Loire-Atlantique. Ce territoire appartient historiquement à l’ancienne province du Poitou. C’est un territoire du Bas-Poitou, comme celui contigu, du nord des Deux-Sèvres.

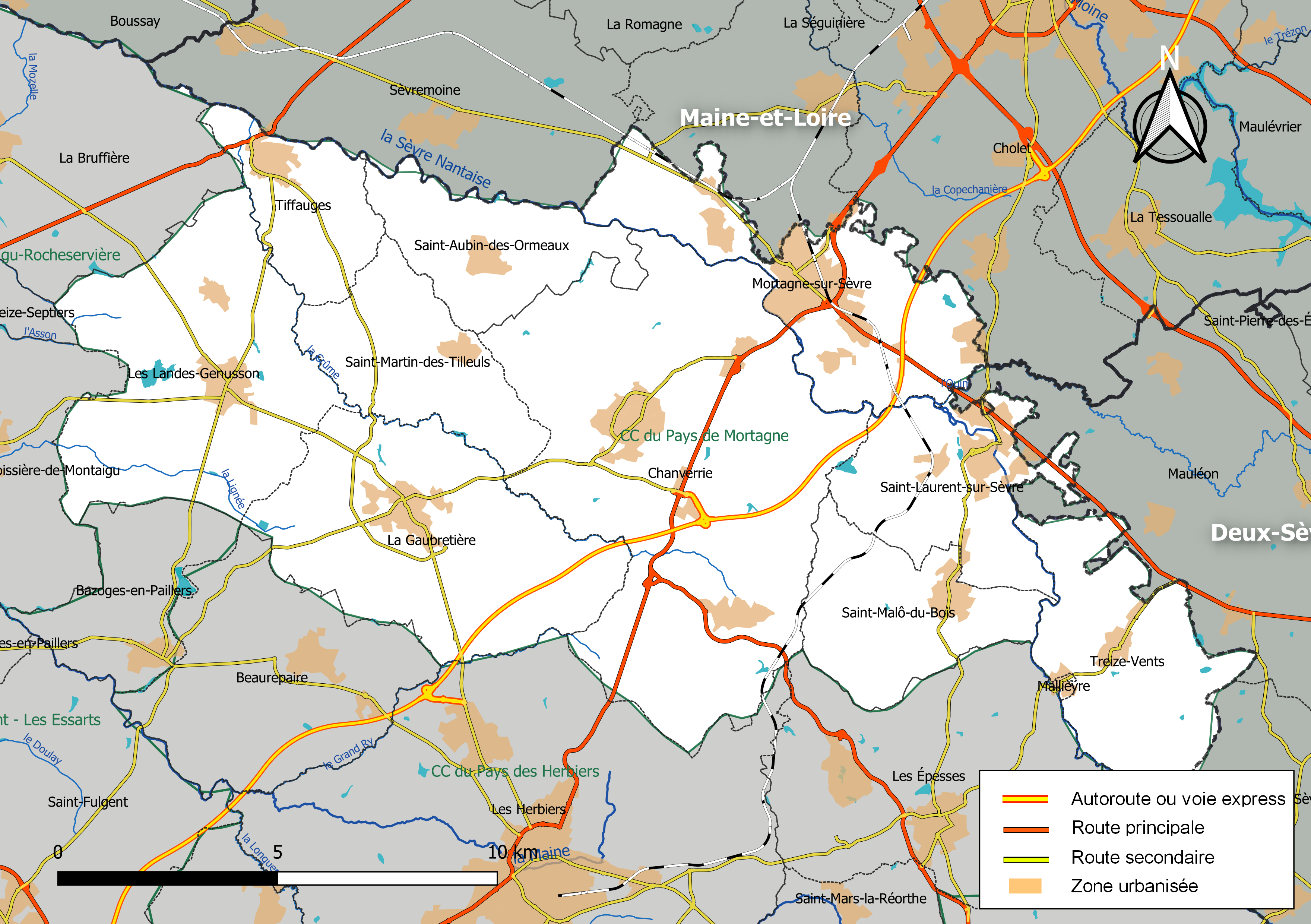
Carte de la communauté de communes du Pays-de-Mortagne au 1er janvier 2019.

Le territoire est traversé au nord, de l’est vers l’ouest, par la Sèvre Nantaise et sa vallée encaissée parfois qualifiée de « Suisse Vendéenne » ou bien de « Sèvre Noire ». Le cours de la Sèvre Nantaise est jalonné de gros rochers de granit poli qui a inspiré Jean Yole dans l’invention de la dénomination de « Sèvre aux Menhirs Roulants ». La vallée de la Sèvre Nantaise constitue quasiment sa limite naturelle au nord avec l’Anjou (département de Maine-et-Loire comprenant les Mauges et le Choletais). La limite entre les départements de Maine-et-Loire et de Vendée est également celle entre les anciennes provinces de l’Anjou et du Poitou.
Comme toute limite, cette limite naturelle, historique et administrative est aussi un point de contact et d’échange. Elle traverse un espace territorial (comme bien souvent pour ce qu’on appelait les « Marches »), qui recèle également beaucoup de proximité et de similitudes d’un point de vue géologique, environnemental, historique (le territoire de la Vendée militaire, et non plus dans son acception départementale, en tant qu’ancien pays insurgé en mars 1793 marqué par les guerres de Vendée et stigmatisé par la répression qui a suivi chevauche très largement cette limite), culturel, économique, social.
Au sud, le mont des Alouettes constitue sa limite naturelle avec le pays des Herbiers.

### Composition

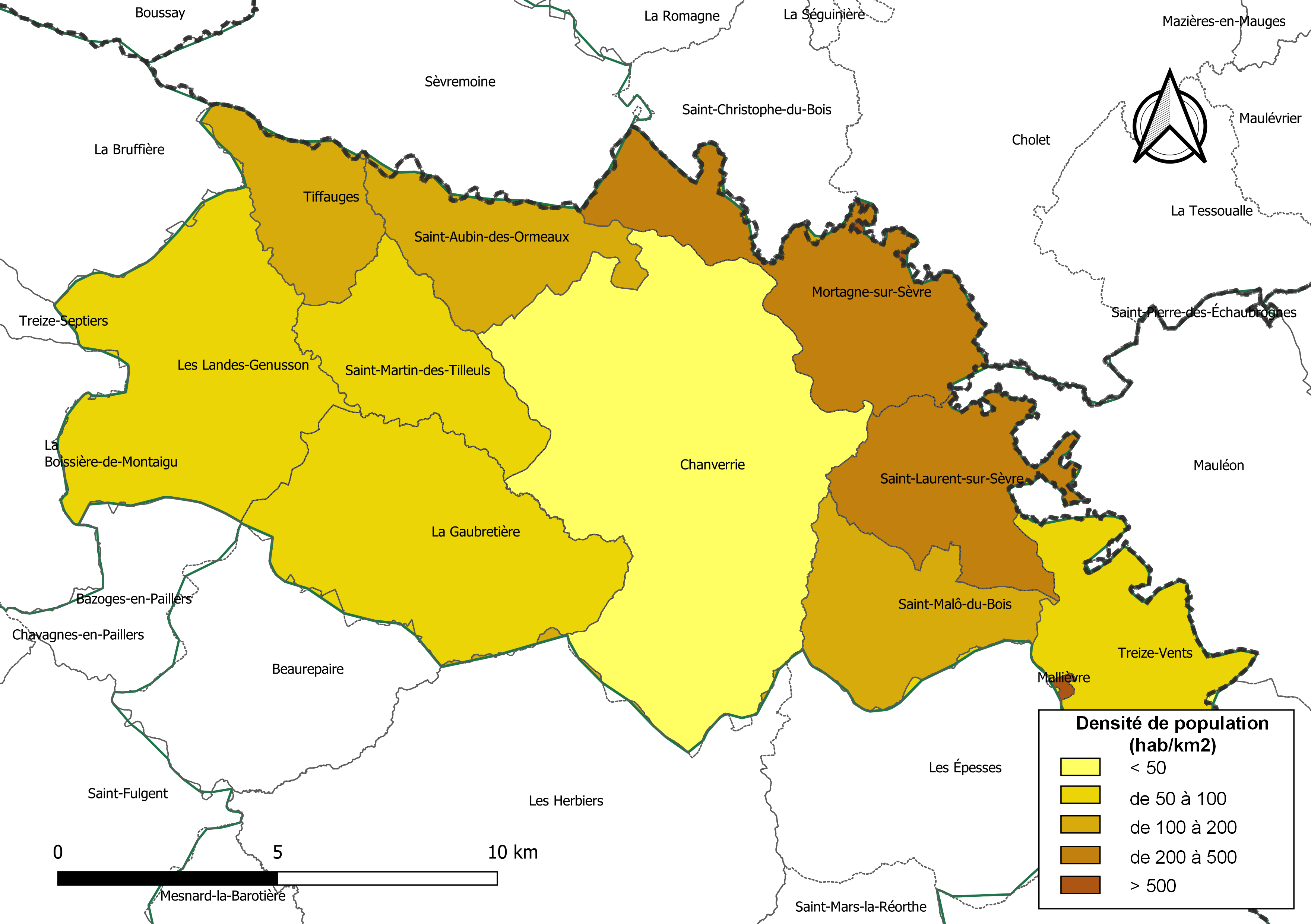
Carte des densités de population (millésimée 2016) des communes de la communauté de communes du Pays-de-Mortagne. Composition en communes au 1er janvier 2019.

La communauté de communes est composée des 11 communes suivantes :

| Nom                       | Code Insee | Gentilé          | Superficie (km2) | Population (dernière pop. légale) | Densité (hab./km2) |
| ------------------------- | ---------- | ---------------- | ---------------- | --------------------------------- | ------------------ |
| Chanverrie (siège)        | 85302      |                  | 59,21            | 5 580 (2022)                      | 94                 |
| La Gaubretière            | 85097      | Gaubretiérois    | 30,33            | 3 223 (2022)                      | 106                |
| Les Landes-Genusson       | 85119      | Landais          | 31,33            | 2 572 (2022)                      | 82                 |
| Mallièvre                 | 85134      | Mallievrais      | 0,2              | 240 (2022)                        | 1 200              |
| Mortagne-sur-Sèvre        | 85151      |                  | 21,94            | 6 065 (2022)                      | 276                |
| Saint-Aubin-des-Ormeaux   | 85198      |                  | 12,63            | 1 382 (2022)                      | 109                |
| Saint-Laurent-sur-Sèvre   | 85238      | Saint-Laurentais | 15,79            | 3 613 (2022)                      | 229                |
| Saint-Malô-du-Bois        | 85240      |                  | 14,28            | 1 619 (2022)                      | 113                |
| Saint-Martin-des-Tilleuls | 85247      | Saint-Martinois  | 14,03            | 1 144 (2022)                      | 82                 |
| Tiffauges                 | 85293      | Teiphaliens      | 9,92             | 1 556 (2022)                      | 157                |
| Treize-Vents              | 85296      | Treize-Ventais   | 19,12            | 1 240 (2022)                      | 65                 |

### Économie et infrastructures

#### Transports
Du nord au sud, il est traversé par les deux axes de communication Angers-Les Sables-d’Olonne que sont la route départementale no 160 et l’autoroute A 87. Il est irrigué par cette autoroute au nord au moyen d’un échangeur « Cholet-Sud » avec la R.D. 160 et la R.N. 249 (Nantes-Poitiers), en son cœur par l’échangeur no 28 de La Verrie avec la R.D. 160, et au sud avec l’échangeur des Herbiers.
D’ouest en est, il est traversé par l’axe de communication constitué par la route départementale no 149 Nantes-Poitiers.

#### Zones d’activités
C’est un territoire de bocage marqué par la présence forte d’activités agricoles d’élevages. Il est aussi caractérisé par une forte dynamique économique soutenue par une forte présence d’activités économiques diverses artisanales, industrielles et de transport.
Enfin, il est caractérisé par un certain dynamisme de la vie associative.
Le territoire de la communauté de communes du Pays-de-Mortagne est un territoire d’entrepreneurs caractérisé par une forte culture d’entreprise, d’innovation, de travail et de solidarités humaines.

## Compétences
- Développement économique :
  - accueil, implantation et développement d'entreprises ;
  - emploi ;
  - tourisme : points d'information touristique à Mortagne-sur-Sèvre, à Mallièvre et à Saint-Laurent-sur-Sèvre.
- Environnement :
  - collecte des déchets ménagers et financement du service de collecte et de traitement par la redevance d'enlèvement des ordures ménagères (depuis le 1er janvier 2014).
- Action sociale :
  - santé : schéma territorial de santé ;
  - solidarité et social.
- Assainissement des eaux usées et pluviales :
  - service public d'assainissement non collectif ;
  - service public d'assainissement collectif.
- Enseignement scolaire primaire de cycle un, deux et trois :
  - organisateur secondaire du transport scolaire pour le collège Olivier-Messiaen ;
  - aide aux organisateurs secondaires associatifs du secteur des bords de Sèvre et du secteur des Herbiers ;
  - financement d'un service d'enseignement à la musique et à la danse avec le département de la Vendée ;
  - organisation de l'enseignement de la natation pour les élèves scolarisés en cycles 2 et 3 et du transport scolaire ;
  - organisation de spectacles culturels pour les élèves scolarisés en cycle 1 et du transport scolaire.
- Sécurité publique :
  - organisation d'un service de pédagogie à la sécurité routière pour les élèves scolarisés en cycles 1, 2, 3 et en collège.
- Culture :
  - Organisation du festival Bouge ton bocage ;
  - Réseau intercommunal des bibliothèques ;
  - Soutien et partenaire du Festival de Poupet.

## Administration

### Conseil communautaire
Avant les élections municipales des 23 et 30 mars 2014, un arrêté préfectoral daté du 25 octobre 2013 entérine le nombre de délégués par commune au sein du conseil communautaire à compter du prochain renouvellement général.
Le 3 décembre 2018, un nouvel arrêté prend en compte la création de la commune nouvelle de Chanverrie au 1er janvier 2019.
| Commune                   | Nombre de délégués communautaires | Nombre de délégués communautaires |
| Commune                   | Au 23 avril 2014                  | Au 1er janvier 2019               |
| ------------------------- | --------------------------------- | --------------------------------- |
| Chambretaud               | 2                                 | Commune supprimée                 |
| Chanverrie                | —                                 | 6                                 |
| La Gaubretière            | 3                                 | 3                                 |
| Les Landes-Genusson       | 3                                 | 3                                 |
| Mallièvre                 | 2                                 | 2                                 |
| Mortagne-sur-Sèvre        | 6                                 | 6                                 |
| Saint-Aubin-des-Ormeaux   | 2                                 | 2                                 |
| Saint-Laurent-sur-Sèvre   | 4                                 | 4                                 |
| Saint-Malô-du-Bois        | 2                                 | 2                                 |
| Saint-Martin-des-Tilleuls | 2                                 | 2                                 |
| Tiffauges                 | 2                                 | 2                                 |
| Treize-Vents              | 2                                 | 2                                 |
| La Verrie                 | 4                                 | Commune supprimée                 |
|                           | 34 délégués                       | 34 délégués                       |

### Présidence
| Période       | Période       | Identité           | Étiquette | Qualité |
| ------------- | ------------- | ------------------ | --------- | --- |
| Hiver 1997    | 18 avril 2001 | Bruno Retailleau   | MPF       | Conseiller général, élu dans le canton de Mortagne-sur-Sèvre (1988-2015) Député, élu dans la Vendée (1994-1997) |
| 18 avril 2001 | 23 avril 2014 | Jean-Pierre Giraud | DVD       | Maire de Tiffauges (1989-2014)                                                                                  |
| 23 avril 2014 | 3 juin 2020   | Gérard Herault     | DVD       | Maire de Chambretaud (depuis 2001)                                                                              |
| 3 juin 2020   | En cours      | Guillaume Jean     | DVD       | Maire de Mallièvre (depuis 2014) Président du syndicat mixte du pays du Bocage vendéen (depuis 2020)            |

## Identité visuelle
Un premier logotype est utilisé par la structure intercommunale dans les années 2000. En novembre 2015, une identité visuelle est adoptée par le conseil communautaire à compter de la mise en place de la nouvelle dénomination de la communauté de communes. Le quatrième logotype est présenté en janvier 2021,,.

Logotype (avant 2010).
Logotype (2010-2015).
Logotype (2016-2020).
Logotype (depuis 2021).